# Echo (låt)
Echo är en låt av den georgiska sångerskan Iru Khechanovi, släppt den 16 mars 2023. Låten var Georgiens bidrag i Eurovision Song Contest 2023 efter att Khechanovi vunnit georgiska "The Voice". Låten gick inte vidare till finalen efter att ha slutat på tolfte plats i semifinalen.

## Eurovision Song Contest
Den georgiska representanten till Eurovision Song Contest 2023 i Liverpool valdes ut genom den femte säsongen av georgiska "The Voice". Finalen hölls den 2 februari och vanns av Iru Khechanovi som därav blev landets artist till tävlingen. Khechanovi har tidigare tävlat och vunnit i Junior Eurovision Song Contest 2011 som en del av gruppen "Candy". Låten "Echo" valdes internt ut av sändningsföretaget GPB, till att vara landets bidrag i tävlingen. Låten släpptes den 16 mars 2023.
Khechanovi framförde "Echo" i den andra semifinalen den 11 maj. Den slutade på tolfte plats med 33 poäng och misslyckades med att kvalificera sig till finalen.